# Митрополит врањски Пахомије
Пахомије (световно Томислав Гачић; Чечава, код Теслића, 17. октобар 1952) је архиепископ и митрополит врањски, од 1992. године.

## Биографија
Томислав Гачић је рођен 17. октобра 1952. године, у селу Чечави код Теслића, од оца Новака и мајке Василије. Са својих двадесет година је био искушеник у манастиру Озрену и у манастиру Високим Дечанима, где се 1973. године замонашио и добио монашко име Пахомије. Исте године је рукоположен у чин ђакона од рашко-призренског епископа, касније српског патријарха Павла.
Након завршетка богословије у Призрену, 1976. године одлази на теолошки факултет у Атини, где је дипломирао 1980. године. Исте године, рукоположен је у чин јеромонаха од славонског епископа Емилијана у манастиру Ваведењу у Београду. По завршетку основних студија, проводи две године у Палестини, на Синају, у египатским манастирима, на Светој гори и у Јапану, на постдипломским студијама.
Године 1982. Пахомије постаје настојатељ манастира Бање код Прибоја, а 1985. године је постављен за настојатеља манастира Папраће у Босни. 28. маја 1992. године је изабран за врањског епископа (владику), а 23. августа исте године је хиротонисан и устоличен од стране патријарха Павла и више архијереја православне цркве.
Након што је 1994. године тадашњи викарни епископ тетовски и администратор епархија СПЦ у Македонији Јован Младеновић изабран за епископа западноамеричког, дужност администратора за све епархије СПЦ у Републици Македонији поверена је владици Пахомију. Упркос отежаним околностима, које су биле условљене црквеним расколом, епископ Пахомије се током наредних година старао о развоју српских црквених општина у Македонији.

### Прве оптужбе и суђење
Томислав Гачић (владика врањски Пахомије) је 31. децембра 2002. пред Општинском судом у Врању био оптужен за сексуално злостављање дечака. Према оптужби, Пахомије је злоупотребом службеног положаја у периоду од 1999. до 2002. године у службеним просторијама Епархије врањске починио четири кривична дела блудних радњи над малолетним дечацима који су желели да постану свештеници. Пахомије је негирао те оптужбе.
С обзиром на стално одлагање рочишта и због болести и непојављивања пред судом оптуженог Томислава Гачића, до краја суђења, у марту 2006. године, наступила је апсолутна застарелост за два кривична дела, из 1999. и 2000. године. Након тога, суд у Нишу је за два кривична дела донео одбијајућу пресуду услед застарелости, док је за два кривична дела Гачића ослободио оптужбе због недостатка доказа. Тужиоци су протестовали због овакве пресуде.
Врховни суд је дао налаз да првостепени суд није спровео суђење у разумном року, услед чега је дошло до застарелости гоњења у односу на два од четири кривична дела.

### Реакције јавности
Против овакве одлуку суда реаговало је више јавних личности и организација за заштиту људских права. 28. маја 2008. године на изложби у галерији Удружења ликовних уметника Србије (УЛУС), појавио се контроверзни уметнички рад „Пахомије на Булевару сумрака“ уметника Живка Грозданића. Такође, у појединим градовима Србије је освануо графит „Пахомије, Бог је љут!"
Владика врањски Пахомије је 2011. године добио орден „Бели анђео“ од Епархије милешевске што је изазвало критике јавности.

## Нове оптужбе и истрага
У марту 2013. покренута је нова истрага против Пахомија у вези са кривичним делом „недозвољене полне радње“. Магационар у Епархији га је оптужио за сексуално злостављање, које је почело када је имао 16 година и понављао први разред у Средњој богословској школи у Крагујевцу. У тужилаштву у Врању је потврђено да се води истрага, док је Епархија врањска саопштила да недељник Врањске, који је први пренео исказ магационара, покушава да створи нови „случај Пахомије“.
У свом саопштењу Правни одбор Епархије врањске, на чијем челу је владика Пахомије изнео је ’’да се иза оптужби да је владика сексуално злостављао младића, крију „финансијске проневере тог момка“ и ’да је приликом контроле материјално-финансијског пословања црквених јединица Епархијски управни одбор увидео пропусте у раду, између осталог и у магацину Епархијског управног одбора, где је радио младић који је у полицији оптужио Пахомија’’.
Нови скандал је постао актуелан у медијима октобра 2019. године, јер је пронађен летос изгубљен Пахомијев мобител са експлицитним непримереним садржајима.